# Shiho Onodera
Shiho Onodera (jap. 小野寺 志保, Onodera Shiho; * 18. November 1973 in Yamato) ist eine ehemalige japanische Fußballtorhüterin.

## Karriere

### Verein
Sie begann ihre Karriere bei Nippon TV Beleza, wo sie von 1989 bis 2008 spielte. Sie trug 1990, 1991, 1992, 1993, 2000, 2001, 2002, 2005, 2006, 2007 und 2008 zum Gewinn der Nihon Joshi Soccer League bei. Danach spielte er bei Yamato Sylphid (2014–2016).

### Nationalmannschaft
Onodera wurde 1995 in den Kader der japanischen Nationalmannschaft berufen und kam bei der Asienmeisterschaft der Frauen 1995 zum Einsatz. Sie wurde in den Kader der Weltmeisterschaft der Frauen 1995, 1999 und 2003 und Olympischen Sommerspiele 1996 und 2004 berufen. Insgesamt bestritt sie 23 Länderspiele für Japan.

## Errungene Titel

### Mit Vereinen
- Nihon Joshi Soccer League: 1990, 1991, 1992, 1993, 2000, 2001, 2002, 2005, 2006, 2007, 2008

### Persönliche Auszeichnungen
- Nihon Joshi Soccer League Best XI: 1991, 1992, 1994, 1995, 1997, 2000, 2005